# Radeče
Radeče – miasto w Słowenii, siedziba gminy Radeče. W 2018 roku liczba ludności miasta wynosiła 2033 mieszkańców.
W miejscowości jest przystanek kolejowy Radeče.